# Walckenaeria thrinax
Walckenaeria thrinax este o specie de păianjeni din genul Walckenaeria, familia Linyphiidae. A fost descrisă pentru prima dată de Chamberlin și Ivie, 1933. Conform Catalogue of Life specia Walckenaeria thrinax nu are subspecii cunoscute.